# Bytharia
Bytharia là một chi bướm đêm thuộc họ Geometridae.

## Các loài
- Bytharia angusticincta Prout, 1920
- Bytharia atrimargo Warren, 1896
- Bytharia baletensis Schultze, 1925
- Bytharia circumdata Swinhoe, 1902
- Bytharia circumducta Pagenstecher, 1900
- Bytharia latimargo Warren
- Bytharia lucida Warren, 1899
- Bytharia marginata Walker, 1864
- Bytharia uniformis Swinhoe, 1902